# Alien Dead
Pour plus de détails, voir Fiche technique et Distribution.
Alien Dead est un film d'horreur américain réalisé par Fred Olen Ray. Ray a co-écrit le scénario avec Martin Nicholas. Le film montre une météorite frappant une péniche ; les personnes à bord deviennent alors des zombies qui mangent des alligators et finalement des gens.
Le film a été l’un des derniers films mettant en vedette l’acteur Buster Crabbe parmi un casting d’inconnus. Il a été filmé en 1980 et il est sorti en vidéo en 1985. Les critiques rétrospectives de Variety, Kim Newman et d’autres guides d’horreur ont été négatives, notant un petit budget et un mauvais jeu d’acteur.

## Synopsis
Un météore frappe une péniche dans les marécages près d’une ville du sud, peuplée de Yankees avec un faux accent. Les gens sur la péniche deviennent des zombies qui se nourrissent des alligators du marais. Une fois qu’ils ont mangé tous les alligators, ils commencent à s’attaquer aux citadins. Un scientifique local essaie de comprendre ce qui arrive aux gens qui commencent à disparaître un par un.

## Distribution
- Buster Crabbe : le shérif Kowalski
- Raymond Roberts : Tom Corman
- Linda Lewis : Shawn Michaels
- George Kelsey : Emmet Michaels
- Mike Bonavia : Miller Haze
- Dennis Underwood : Adjoint Campbell
- John Leinier : Paisley
- Rich Vogan : Krelboin
- Martin Alan Nicholas : Doc Ellerbee
- Norman Riggins : M. Griffith
- Nancy Kranz : Mme Griffith
- Shelley Youngren : la femme en colère

## Production
Alien Dead a été réalisé en Floride en 1980 pour 12 000 $,. Buster Crabbe a été payé 2 000 $ pour son rôle dans le film, soit un tiers de moins que son salaire pour le film Western Prairie Rustlers de 1945. Le film a d’abord été tourné sous le titre It Fell from the Sky. Il était basé sur un scénario écrit par Marin Nicholas et le réalisateur, qui s’intitulait à l’origine Swamp of the Blood Leeches. Lorsque les scénaristes ont réalisé qu’ils ne pouvaient pas se permettre de confectionner des costumes de sangsues géantes, ils ont réécrit le scénario pour qu’il parle de zombies humains.

## Sortie
Selon le réalisateur Fred Olen Ray, « tout dans ce film sans budget était horrible » et le film a « langui, invendu jusqu’en 1982 » mais en 1991, le film était « sorti aux États-Unis dans pas moins de cinq labels vidéo différents ». Le film est sorti en vidéo au Royaume-Uni en 1983.
Le film est sorti directement en vidéo en 1985,. Le film a été publié en VHS par Academy Home Entertainment et Genesis Home Video avec une durée de 87 minutes.

## Réception critique
Variety a fait une critique de la sortie VHS du film, le déclarant « un film amateur de monstres ».
Steven Puchalski décrit le film comme une « Nuit des morts-vivants de troisième ordre » avec des effets spéciaux risibles, bien qu’il l’appelle « éminemment regardable pour les fanatiques de schlock ». David Johnson de DVD Verdict a donné une critique négative : il déclare que le gore est clairsemé et l’histoire ennuyeuse. Kim Newman a qualifié le film de « bon marché » et « impossible à regarder » et l’a décrit comme faisant partie d’une tendance de « films réalisés par des fans enragés de Famous Monsters of Filmland » qui « finissent par s’étouffer avec leurs propres références et intrigues de troisième main » et ont été coincés sur « des idées mignonnes comme donner à tous les personnages les noms du répertoire de la compagnie de Roger Corman dans les années 1950 ».
Le film a un score d’audience de 12% sur Rotten Tomatoes.